# Amanda Knox (film)
Amanda Knox er en dansk dokumentarfilm fra 2016 instrueret af Brian McGinn og Rod Blackhurst.

## Handling
Amanda Knox, der to gange blev dømt og to gange frikendt af italienske domstole for det brutale drab på hendes britiske værelseskammerat Meredith Kercher, blev genstand for alverdens spekulationer igennem de næsten ti år, som sagen varede, og hvor offentlighedens fascination blev næret af mediernes uophørlige opmærksomhed på sagen i dens mindste detaljer. Her i tiden efter, hvor meningerne om de juridiske konklusioner stadig er stærkt delte, går filmen videre end til skyldsspørgsmålet for at kaste nyt lys over begivenheder og omstændigheder fra de ni år, der er gået siden det skæbnesvangre efterår i 2007. Gennem hidtil uset arkivmateriale skifter filmen mellem fortid og nutid og går i en række eksklusive interviews tæt på sagens nøglepersoner Amanda Knox, hendes tidligere kæreste og medanklagede Raffaele Sollecito, den italienske anklager Giuliano Mignini og den engelske journalist Nick Pisa.

## Medvirkende
- Amanda Knox
- Raffaele Sollecito
- Nick Pisa